# Gotemburgo Oriental
Gotemburgo Oriental (em sueco: Östra Göteborg) foi uma das 10 freguesias administrativas  de Gotemburgo.  
As "freguesias administrativas" cessaram de existir em 1 de janeiro de 2021, tendo as suas funções sido centralizadas em 6 "administrações municipais" (fackförvaltningar).

Segundo censo de 2018, havia 50 621 habitantes.
Compreendia os bairros de Bergsjön, Kortedala, Utby, Kviberg e Gamlestaden. Substituiu - a partir de 1 de janeiro de 2011 - as anteriores freguesias de Bergsjön e Kortedala.